# Harvard Mark IV
Harvard Mark IV — электронный компьютер с хранимой в памяти программой, построенный в Гарвардском университете под руководством капитана 2-го ранга ВМФ США Говарда Эйкена по заказу Военно-воздушных сил США.

## Ввод в эксплуатацию
Постройка компьютера была закончена в 1952 году, но он продолжал оставаться в Гарварде, где ВВС активно его использовала.

## Техническое описание
Mark IV был полностью электронным. В нём использовался магнитный барабан и 200 регистров на ферритовых кольцах (один из первых компьютеров, использовавших такой тип памяти в то время). Инструкции программы и данные для неё хранились отдельно друг от друга, что сейчас называется гарвардской архитектурой.